# Période 1891-1914 des confettis et serpentins au Carnaval de Paris
 (mars 2023).

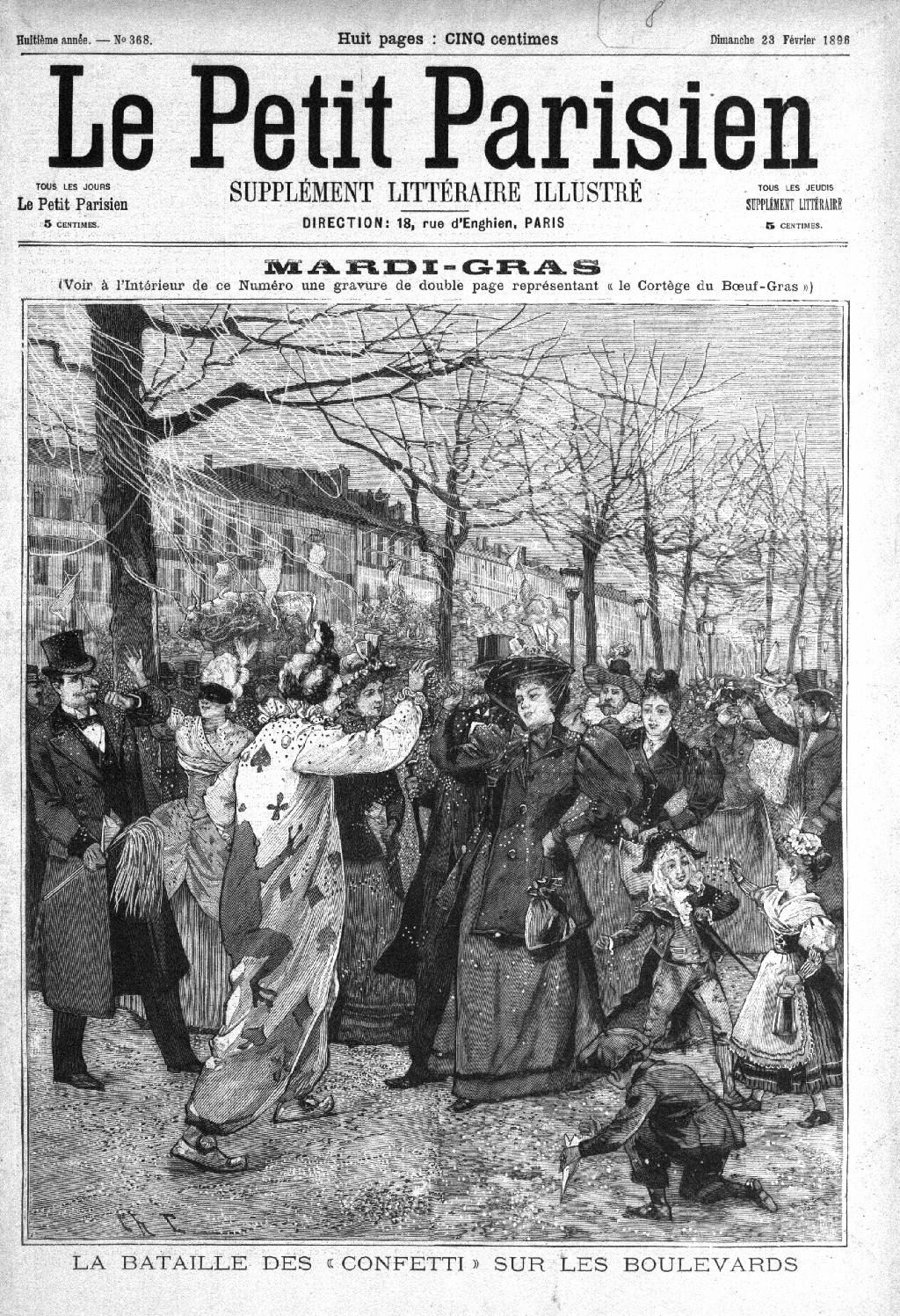
Bataille de confettis et arbres enrubannés de serpentins en 1896.

Au Carnaval de Paris fut lancé mondialement le confetti en décembre 1891 et lancé le serpentin en 1892. Durant la période 1891-1914 l'emploi qui en fut fait à Paris prit une ampleur inégalée qu'on a peine à imaginer aujourd'hui[Interprétation personnelle ?]. 
Les serpentins au bout de quelques années furent interdits. Le prétexte invoqué était que leur enlèvement procédé avec des crochets en fer allaient endommager les jeunes bourgeons des arbres des grands boulevards et les faire mourir.
Les confettis furent interdits après l'interruption de la Grande Guerre pour des motifs tout aussi imaginaires : prétendument, ils propageaient des maladies et leur enlèvement coûtait trop cher aux finances de Paris.

## La Mi-Carême au Carnaval de Paris en 1895

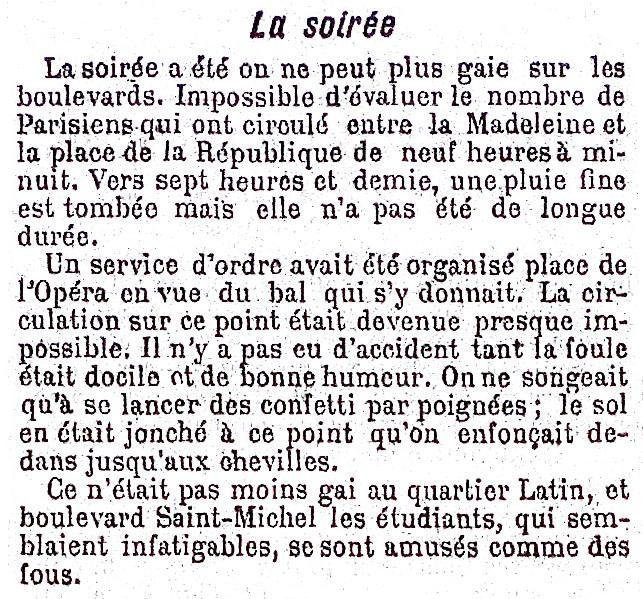
Échos de la Mi-Carême 1895 à Paris.

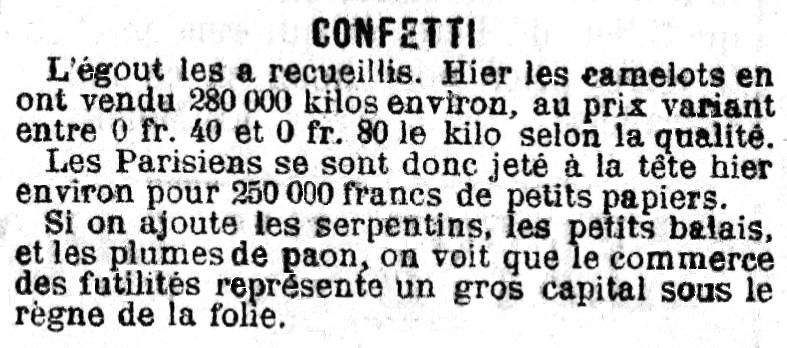
La Croix, 19 mars 1898, lendemain de la Mi-Carême à Paris.

Georges Clemenceau écrit dans Le Grand Pan :
« Paris […] n'a pas vu de plus beau carnaval. Les journaux disent les chars, les mascarades, les fanfares, le spectacle tapageur, tout ce dont le Parisien s'ébahit. Les costumes excentriques ; le dévergondage d'imagination de la jeunesse ; la satire de l'autorité existante ; le scintillement, dans l'air chaud du printemps, d'une pluie d'étoiles filantes, blanches, rouges, bleues, vertes, palpitant au ras du sol, ou papillonnant sur la foule ; les poches de confettis se vidant subitement du haut d'un balcon, éclatant tout d'un coup dans le ciel en gerbes d'étincelles ; les fusées des serpentins qui s'élancent rayant l'air de flammes colorées dont les jets s'entrecroisent en folles sarabandes, comme de mille arcs-en-ciel dont les couleurs se seraient tout à coup séparées pour se livrer entre elles une bataille de folie, voilà ce qui fait l'émerveillement de tous. »

## Quantité de confettis vendus à Paris le Mardi Gras 1896
Évaluation donnée par Les Annales politiques et littéraires, revue populaire paraissant le dimanche :
Un rédacteur du Gaulois a compté, de la rue Drouot à la rue Taitbout, 140 marchands de confetti. La vente moyenne de chacun a été de 300 sacs de 1 kilo, à 1 franc le sac, ce qui donne 42 000 kilos sur un espace de 250 mètres, — et d'un seul côté du boulevard. Pour les deux côtés, nous trouvons donc 84 000 kilos.
Prenons la statistique pour une étendue de cinq kilomètres — y compris les rues adjacentes des boulevards où la bataille des confetti était très active — et nous trouvons 840 000 kilogrammes.
Plusieurs grands marchands allaient même jusqu'à un million de kilogrammes.
On a compté 150 confetti pour un gramme. Une simple multiplication donne donc le chiffre fantastique :
1 500 000 000 000
soit 1 500 milliards de confetti !
Et comme chaque sac de 1 kg a une hauteur moyenne de 0,20 mètre, — la totalité, évaluée à un million de sacs, aurait donné une hauteur de 200 000 mètres, ou 666 fois la tour Eiffel !

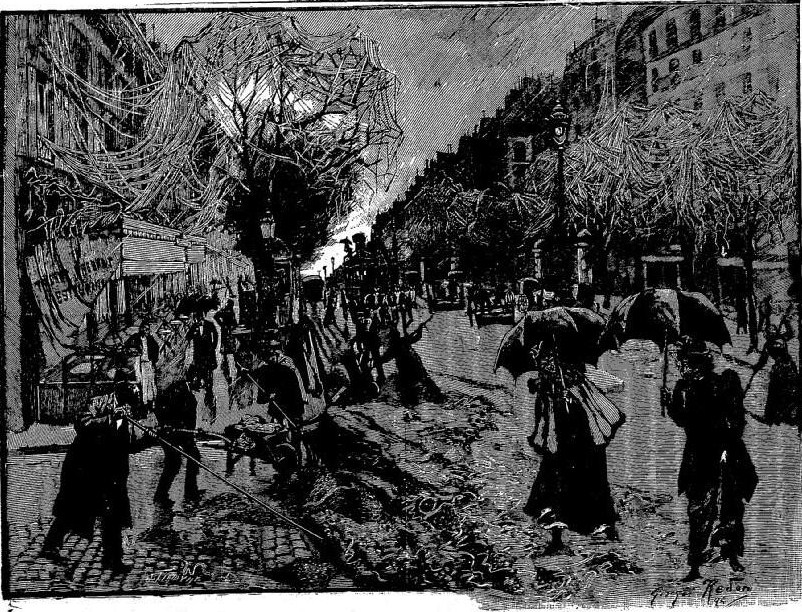
Balayage des confettis le lendemain de la fête de la Mi-Carême 1894 sur les grands boulevards.

## L'interdiction en 1919 met un terme à l'épopée

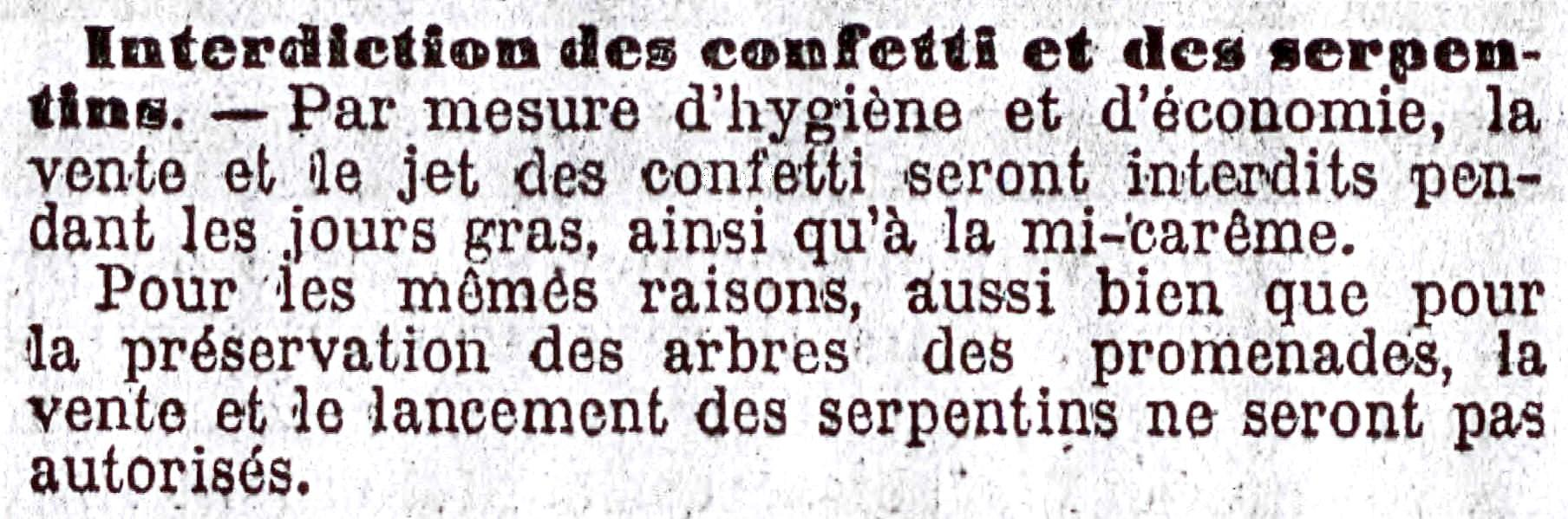
En 1921, les interdictions continuent.

Elle sera renouvelée et fait suite à celle intervenue depuis 1915 en raison de la Grande Guerre